# 전주보호관찰소 군산지소
전주보호관찰소 군산지소는 전주보호관찰소의 보호관찰, 사회봉사·수강명령 집행과 판결전조사·환경조사 및 범죄예방 활동 등의 업무를 분장·수행하기 위하여 설립된 대한민국 법무부 범죄예방정책국 예하 전주보호관찰소 소속기관으로 군산지소장(4급)은 서기관으로 보한다. 전라북도 군산시 번영로 292에 위치하고 있다.